# Турбин, Александр Георгиевич
Александр Георгиевич Турбин — советский хозяйственный, государственный и политический деятель.

## Биография
Родился в 1913 году в селе Малая Ничка Микушинского района. Член ВКП(б) с года.
С 1938 года — на хозяйственной, общественной и политической работе. В 1938—1973 гг. — участник Великой Отечественной войны, заведующий отделом гидротехники Хакасской опытной станции орошаемого земледелия, аспирант Омского сельскохозяйственного института, на гидротехнических работах в Алтайском крае РСФСР и Казахской ССР, заслуженный гидротехник Казахской ССР.
За разработку и внедрение в с.-х. практику новых методов орошения с применением временных оросительных каналов был в составе коллектива удостоен Сталинской премии второй степени в области сельского хозяйства.
Избирался депутатом Верховного Совета РСФСР 3-го созыва.
Умер в 2000 году в Барнауле.

## Сочинения
- Турбин, Александр Георгиевич. Новая система орошения в условиях Хакассии [Текст] : Автореферат дис. на соискание ученой степени кандидата технических наук / А. Г. Турбин, лауреат Сталинской премии. — Омск : [б. и.], 1953. — 14 с.; 22 см.
- Турбин, Александр Георгиевич. Простейшие орудия для орошаемого земледелия Хакассии [Текст] / Инж. А. Г. Турбин ; Хакас. опыт. станция орошаемого земледелия. — Абакан : Хакас. обл. нац. изд-во, 1947 (тип. изд-ва «Сов. Хакассия»). — 40 с. : ил.; 20 см.
- Турбин, Александр Георгиевич. Оазисное орошение в Кулунде [Текст] / А. Г. Турбин, А. В. Иванов. — Барнаул: Алт. кн. изд-во, 1971. — 102,[2] с.: ил. — 2000 экз.
- Суховеркова, Вера Егоровна. 100 лет со дня рождения лауреата Государственной премии СССР, заслуженного гидротехника Казахской ССР А. Г. Турбина (1913—2000) [Текст] / В. Е. Суховеркова // Алтайский край, 2013 : календарь знаменательных и памятных дат. — Барнаул, 2012. — С. 119—121 : портр.
- Турбин, Александр Георгиевич. Приемы усовершенствования поверхностного полива [Текст] / А. Г. Турбин, В. Я. Лопатин. — Москва : Колос, 1972. — 63 с. : ил.; 20 см.